# اچ‌ام‌اس پگهام (ام۲۷۱۶)
اچ‌ام‌اس پگهام (ام۲۷۱۶) (به انگلیسی: HMS Pagham (M2716)) یک کشتی بود. این کشتی در سال ۱۹۵۵ ساخته شد.